# リチャード・アンダーソン
リチャード・アンダーソン（Richard Andersson, 1972年3月28日 - ）は、スウェーデンスコーネ県イースタッド出身のキーボディスト。主にヘヴィメタル、特にネオクラシカルメタルで活動する。鍵盤魔人と呼ばれる事がある。身長202cm。

## キャリア
子供の頃からピアノを学んでおり、バッハやモーツァルトなどのクラシック音楽に親しんでいたがある日、学校の英語の時間に教師が母国出身のイングヴェイ・マルムスティーンの曲を流したことからロックミュージックに興味を持つ。
15歳の時には自分が好きで聴いていたイングヴェイやジミ・ヘンドリックスなどの音楽を取り入れたスタイルを確立。様々なローカルバンドに参加し、母国のアンダーグラウンドシーンで名を知られていった。
その後はセッションワークをこなしつつ、マジェスティックの前身となるLAB RATを結成する。当時はフランク・ザッパの様な前衛的なロックにスウェーデンのフォーク・ミュージックの要素を取り入れたインストゥルメンタルのプログレッシブ・ロックバンドとして活動していたが、ボーカル主体でネオクラシカルな音楽性に転換。デモが高い評価を得て、レコードの契約を獲得。マジェスティックとしては2枚のアルバムを出し、リチャードは様々なバンドやプロジェクトに参加してきた。また、シンフォニー・エックスやDOUBLE DEALERと共にヨーロッパ・ツアーを行ったこともあった。順風満帆なバンド活動が続いたものの、レコード会社との間で意見の相違があり、バンドはレコード会社を離れる。このため、マジェスティックとしての活動が出来なくなった。
マジェスティック在籍時、リチャード自身が敬愛するイングヴェイ・マルムスティーンからメンバーとして誘われたことがあったが、バンド活動に専念する為に断ったことがある。
マジェスティックの活動終了後、バンドのメンバーと新たにタイム・レクイエムを始動。マジェスティック時代のストレートなネオクラシカルサウンドから一転、ドリーム・シアターやシンフォニー・エックスを彷彿させるプログレッシブなサウンドへと変貌を遂げる。2006年1月現在までに2枚のアルバム、1枚のライブ・アルバムを出している。活動も順調で、2006年2月には3rdアルバムが発売される。
さらに、タイム・レクイエムの活動に並行し、スペース・オデッセイを始動させる。現在までに2枚のアルバムを出している。1stではマジェスティック時代の原点に返ったかの様なストレートなネオクラシカルサウンドを展開し、2ndではタイム・レクイエムを沸騰させるプログレッシヴなサウンドを実践。前述のタイム・レクイエムと差異が無いと言われることがあるが、タイム・レクイエムはキーボードを前面に押し出したサウンドであるのに対し、スペース・オデッセイはギターを中心にしたサウンドであるという。鍵盤魔人の異名で知られるように、その超絶技巧を駆使した鍵盤捌きから「世界最速メタル・キーボーディスト」とも言われ、世界的に見てもトップクラスである。

## バンド・プロジェクト

### 現在活動中
- スペース・オデッセイ
- タイム・レクイエム

### 活動休止
- マジェスティック (RAB RAT)

### 解散
- Silver Seraph

### 脱退
- アダージョ
- イーヴル・マスカレード

## ディスコグラフィー

### マジェスティック
- Abstract Symphony (1999)
- Trinity Overture (2000)

### タイム・レクイエム
- Time Requiem (2002)
- Unleashed In Japan (2004)
- The Inner Circle of Reality (2004)
- Optical Illusion (2006)

### スペース・オデッセイ
- Embrace The Galaxy (2003)
- The Astral Episode (2005)
- Tears Of The Sun (2006)

### ソロ名義
- The Ultimate Andersson Collection (2005)